# Gaultheria insana
Espèce
Gaultheria insana est une espèce de la famille des Ericaceae. Cet arbuste est communément appelée en espagnol « hued-hued ».

## Systématique
Le nom correct complet (avec auteur) de ce taxon est Gaultheria insana (Molina) D.J.Middleton.
L'espèce a été initialement décrite sous le basionyme Hippomanica insana Molina.
Gaultheria insana a pour synonymes :
Synonymes homotypiques :
- Hippomanica incana Molina
- Pernettya insana (Molina) Gunckel

Synonymes heterotypiques :
- Arbutus furiens Hook.
- Arbutus punctata Hook. & Arn.
- Arbutus vernalis Poepp. & Endl.
- Gaultheria furiens (Hook.) Hook. & Arn.
- Gaultheria punctata Hook. & Arn.
- Gaultheria renjifoana Phil.
- Gaultheria vernalis (Poepp. & Endl.) Kunze ex DC.
- Gaultheria vernalis (Poepp. & Endl.) Kunze ex DC.
- Pernettya furiens (Hook.) Klotzsch
- Pernettya melanocarpa Phil.
- Pernettya punctata Klotzsch
- Pernettya vernalis (Poepp. & Endl.) Phil.